# Киркилай
Киркила́й (лит. Kirkilų ežerynas) — озеро на севере Литвы, в Биржайском районе, примерно в 5 км к северо-западу от Биржая.
Озеро образовано более чем 30 карстовыми воронками, соединёнными между собой. Его размеры — 600 на 300 метров, глубина достигает 6-7 метров. Площадь — до 6 га. Площадь водосборного бассейна — 16,2 км². Протяжённость береговой линии — более 2,5 км.
В этих озёрах видны невооруженным глазом колонии различных серобактерий. Они также растут разнообразные водоросли: хара, роголистник, ряска, камыш.